# 格拉岑高地

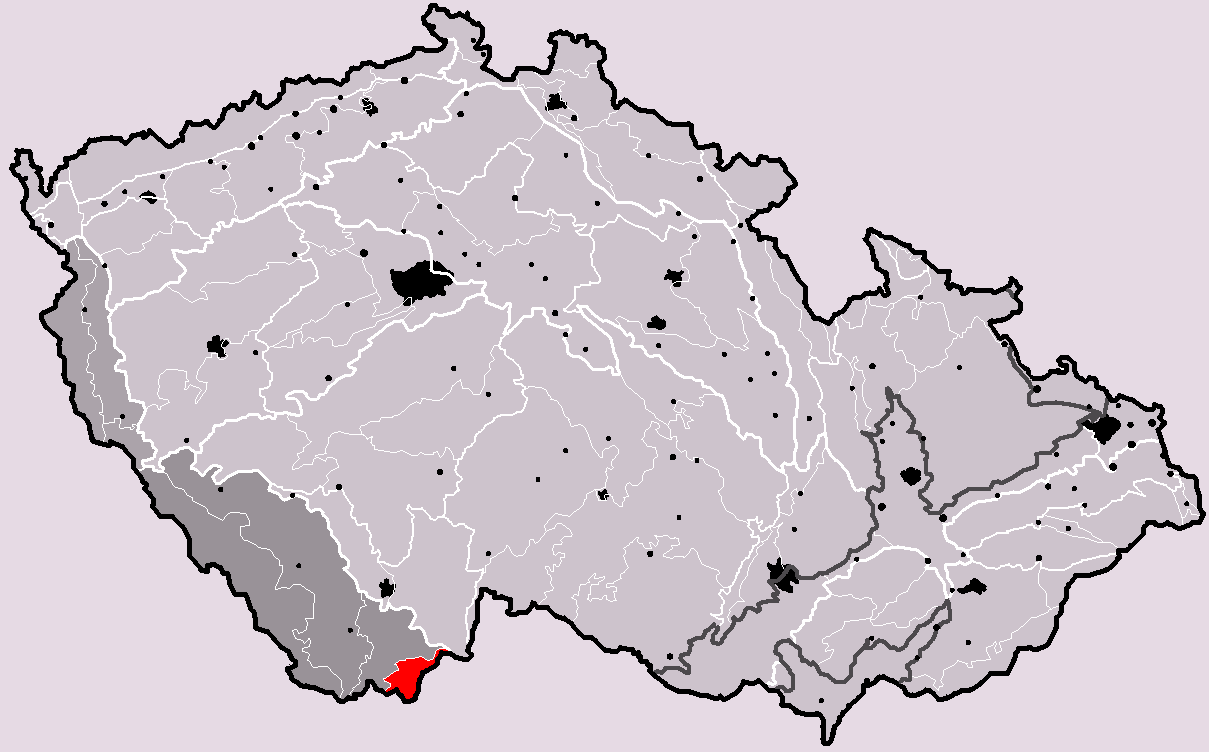

48°33′37″N 14°37′24″E / 48.56028°N 14.62333°E
格拉岑高地（德語：Gratzener Bergland），是中歐的高地，屬於波希米亞山的一部分，橫跨奧地利和捷克，該高地長30公里、寬20公里，最高點菲貝格山海拔高度1,112米。